# Giải bóng đá hạng ba quốc gia Cộng hòa Síp 1983–84
Giải bóng đá hạng ba quốc gia Cộng hòa Síp 1983–84 là mùa giải thứ 13 của giải bóng đá hạng ba Cộng hòa Síp. Adonis Idaliou giành danh hiệu thứ 2.

## Thể thức thi đấu
Có 13 đội bóng tham gia Giải bóng đá hạng ba quốc gia Cộng hòa Síp 1983–84. Tất cả các đội thi đấu với nhau hai lần, một ở sân nhà và một ở sân khách. Đội bóng nhiều điểm nhất vào cuối mùa giải sẽ là đội vô địch. Hai đội đầu bảng sẽ lên chơi ở Giải bóng đá hạng nhì quốc gia Cộng hòa Síp 1984–85.

### Hệ thống điểm
Các đội bóng nhận được 2 điểm cho một trận thắng, 1 điểm cho một trận hòa và 0 điểm cho một trận thua.

## Bảng xếp hạng
| Vị thứ | Đội bóng                   | St. | T. | H. | B. | BT. | BB. | BT. | Đ  | Ghi chú                                                                 |
| ------ | -------------------------- | --- | -- | -- | -- | --- | --- | --- | -- | ----------------------------------------------------------------------- |
| 1      | Adonis Idaliou             | 24  |    |    |    | 58  | 29  | +29 | 37 | Vô địch-Thăng hạng Giải bóng đá hạng nhì quốc gia Cộng hòa Síp 1984–85. |
| 2      | Akritas Chlorakas          | 24  |    |    |    | 52  | 23  | +29 | 35 | Thăng hạng Giải bóng đá hạng nhì quốc gia Cộng hòa Síp 1984–85.         |
| 3      | APEP FC                    | 24  |    |    |    | 45  | 30  | +15 | 31 |                                                                         |
| 4      | Othellos Athienou FC       | 24  |    |    |    | 30  | 18  | +12 | 28 |                                                                         |
| 5      | AEK Kythreas               | 24  |    |    |    | 20  | 25  | -5  | 23 |                                                                         |
| 6      | Elpida Xylofagou           | 24  |    |    |    | 29  | 32  | -3  | 32 |                                                                         |
| 7      | Neos Aionas Trikomou       | 24  |    |    |    | 25  | 30  | -5  | 21 |                                                                         |
| 8      | Iraklis Gerolakkou         | 24  |    |    |    | 27  | 41  | -14 | 21 |                                                                         |
| 9      | Orfeas Athienou            | 24  |    |    |    | 26  | 29  | -3  | 20 |                                                                         |
| 10     | Digenis Akritas Morphou FC | 24  |    |    |    | 21  | 31  | -10 | 20 |                                                                         |
| 11     | ASO Ormideia               | 24  |    |    |    | 26  | 31  | -5  | 19 |                                                                         |
| 12     | Ethnikos Assia FC          | 24  |    |    |    | 23  | 31  | -8  | 19 |                                                                         |
| 13     | ASIL Lysi                  | 24  |    |    |    | 11  | 37  | -26 | 14 |                                                                         |

Hệ thống điểm: Thắng=2 điểm, Hòa=1 điểm, Thua=0 điểm
Luật xếp hạng: 1) Điểm, 2) Hiệu số, 3) Bàn thắng